# بارك تشان هيي
بارك تشان هيي (مواليد 23 مارس 1957) هو ملاكم كوري جنوبي، مثّل بلاده في الألعاب الأولمبية الصيفية 1976.

## روابط خارجية
- بارك تشان هيي على موقع بوكس ريك (الإنجليزية) (registration required)
- بارك تشان هيي على موقع أوليمبيديا (الإنجليزية)